# Сабаїл (футбольний клуб)
«Сабаїл» (азерб. Səbail Peşəkar Futbol Klubu) — азербайджанський футбольний клуб з однойменного передмістя столиці країни Баку. Заснований в 2016 році. Домашні матчі команда проводить на стадіоні «Баїл Арена» в Баку загальною місткістю до 5 000 глядачів.

## Історія
Клуб засновано у 2016 році. Вже за підсумками свого першого сезону 2016/17 команда зайняла друге місце та вийшла в Прем'єр-лігу. У дебютному сезоні в еліті команда зайняла передостаннє 7 місце та зберегла прописку в еліті.

## Тренери клубу
- Ельман Султанов (2016—2017)
- Самір Алієв (2017—2018)
- Автанділ Гаджієв (2018—2022)
- Махмуд Гурбанов  (2022)
- Шахін Дінієв (2022—2024)
- Джавід Гусейнов (2024—2025)
- Ельвін Мамедов (2025—)